# Toshihide Saito
Toshihide Saito (Shizuoka, 20. travnja 1973.) japanski je nogometaš.

## Klupska karijera
Igrao je za: Shimizu S-Pulse, Shonan Bellmare i Fujieda MYFC.

## Reprezentativna karijera
Za japansku reprezentaciju igrao je od 1996. do 1999. godine. Odigrao je 17 utakmice.
S japanskom reprezentacijom Toshihide Saito igrao je na jednom svjetskom prvenstvu (1998.).

## Statistika
| Japan  | Japan | Japan |
| Godina | Nas.  | Gol.  |
| ------ | ----- | ----- |
| 1996.  | 2     | 0     |
| 1997.  | 7     | 0     |
| 1998.  | 4     | 0     |
| 1999.  | 4     | 0     |
| Ukupno | 17    | 0     |

## Vanjske poveznice
- National Football Teams
- Japan National Football Team Database